# 高身四鬚魮
高身四鬚魮（學名：Barbonymus altus），又稱高身高體鲃，為輻鰭魚綱鯉形目鯉科下的一個種，分布於亞洲湄公河、湄南河流域，本魚體高而側扁，呈菱形，背部有隆起，頭小略呈三角形，吻短略突出，具觸鬚2對，體被中大型圓鱗，體色銀白色，背部淺灰褐色，腹側淡白色，腹鰭、臀鰭及尾鰭紅色，背鰭遠端上有黑色斑點，體長可達25公分，棲息在河川、溪流及氾濫區中底層水域，屬雜食性，以植物、藻類以及一些無脊椎動物為食，可作為食用魚、養殖魚及觀賞魚。